# Dierama jucundum
Dierama jucundum är en irisväxtart som beskrevs av Olive Mary Hilliard. Dierama jucundum ingår i släktet Dierama och familjen irisväxter. Inga underarter finns listade i Catalogue of Life.